# 50000 Quaoar
Quaoar (formalmente designado 50000 Quaoar; designação provisória: 2002 LM60) é um planeta anão localizado no cinturão de Kuiper, uma região de planetesimais gelados além de Netuno. Um objeto não ressonante (cubewano), mede aproximadamente 1.110 quilômetros de diâmetro, cerca de metade do diâmetro de Plutão. Quaoar é geralmente considerado um planeta anão pelos astrônomos. O objeto foi descoberto pelos astrônomos americanos Chad Trujillo e Michael Brown no observatório Palomar em 4 de junho de 2002. Sinais de gelo de água foram encontrados na superfície deste corpo celeste, o que sugere que pode estar ocorrendo criovulcanismo em Quaoar. Uma pequena quantidade de metano está presente em sua superfície, que só pode ser retida pelos maiores objetos do cinturão de Kuiper.
Quaoar tem um satélite natural conhecido, Weywot, que foi descoberto por Brown em fevereiro de 2007. Ambos os objetos receberam nomes de figuras mitológicas do povo Tongva, nativo dos Estados Unidos que vivem no sul da Califórnia. Quaoar é a divindade criadora dos Tongva e Weywot é seu filho. Em fevereiro de 2023, os astrônomos anunciaram a descoberta de um anel em torno de Quaoar com mais de duas vezes o limite de Roche, o que desafia as expectativas teóricas.

## História

### Descoberta
Este objeto transnetuniano foi descoberto em 4 de junho de 2002 pelos astrônomos Chad Trujillo e Michael Brown do Caltech, sendo que a sua descoberta foi anunciada em 7 de outubro de 2002.

### Nome
O nome é uma referência ao deus da criação na mitologia Tongva, um povo nativo norte-americano.

## Dimensão
Medindo cerca de 1 070 quilômetros de diâmetro, tem mais da metade do diâmetro de Plutão e quase o mesmo tamanho de seu satélite, Caronte, que tem 1 207 quilômetros de diâmetro.

## Órbita
Sua órbita é quase perfeitamente circular e está 1,6 bilhão de quilômetros além da órbita de Plutão. Quaoar leva 288 anos para dar uma volta em torno do Sol. Quaoar possui um satélite conhecido, Weywot, com diâmetro estimado em 100 quilômetros.

## Anel

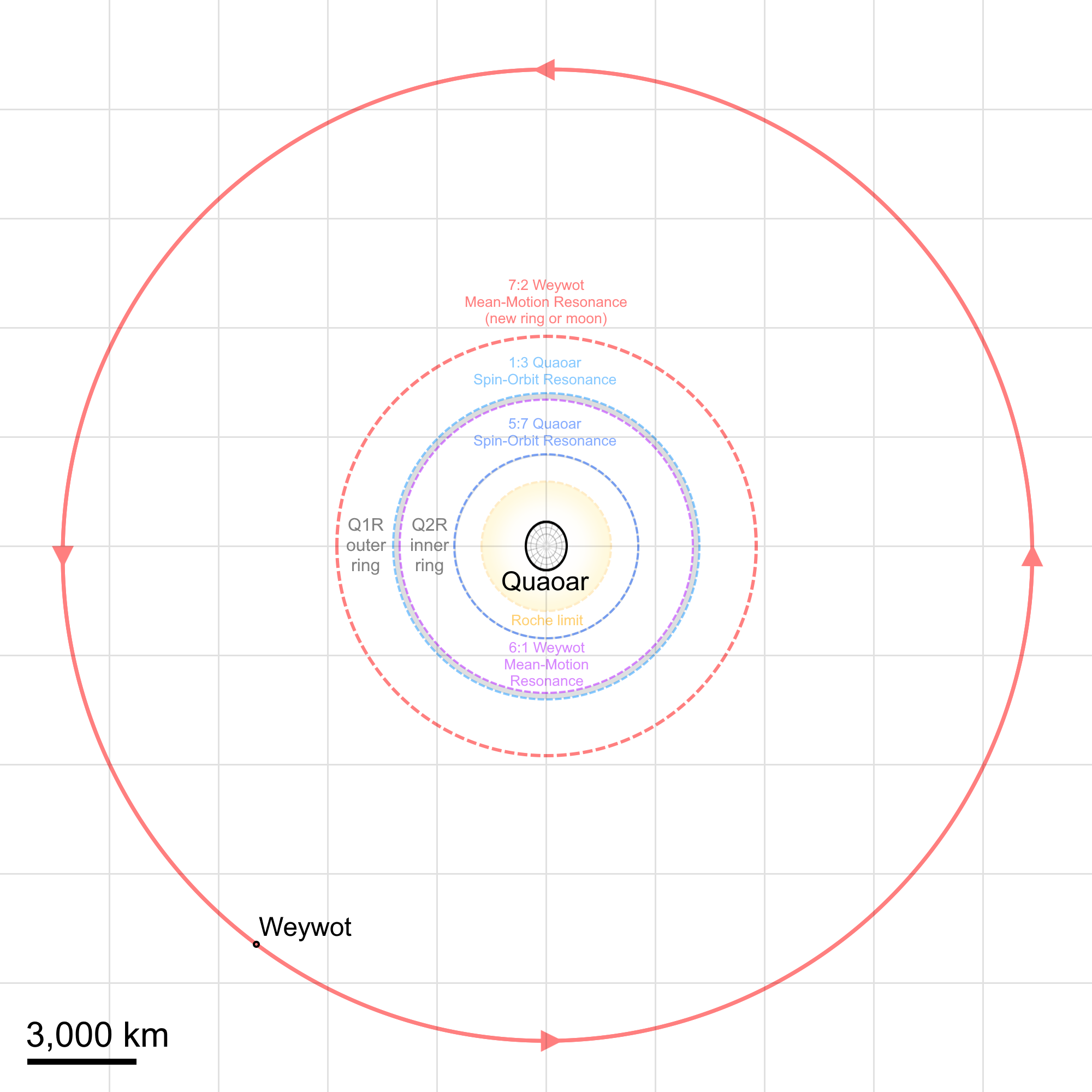
Quaoar, seu anel, e Weywot

Astrônomos brasileiros anunciaram no dia 8 de fevereiro de 2023, a descoberta de um anel circundando Quaoar e que desafia a compreensão atual de onde esses anéis podem se formar, por estar localizado muito mais longe do centro do astro do que o conhecimento científico atual prevê. O anel, um disco grumoso feito de partículas cobertas de gelo, está localizado a cerca de 4.100 km de distância do centro de Quaoar, com um diâmetro de cerca de 8.200 km. Ele se encontra fora do chamado limite de Roche. Isso se refere à distância de qualquer corpo celeste que possua um campo gravitacional apreciável dentro do qual um objeto que se aproxima seria separado. Em teoria, era esperado que material em órbita fora do limite de Roche se reunisse formando uma lua, o que não aconteceu, levando os cientistas a acreditarem que a teoria para a agregação de partículas geladas precisará ser revisada.

## Satélite
Quaoar tem um satélite natural conhecido, Weywot (designação completa (50000) Quaoar I Weywot), descoberto em 2006 e nomeada em homenagem ao deus do céu Weywot, filho de Quaoar. Acredita-se que tenha aproximadamente 170 quilômetros de diâmetro.